# Charles L'Eplattenier
Charles L'Eplattenier (Neuchâtel, 9 ottobre 1874 – Doubs, 7 giugno 1946) è stato un architetto, pittore, scultore e decoratore svizzero.